# Prowincjusz
Prowincjusz – powieść obyczajowa autorstwa Ryszarda Sadaja z 1979 (pierwsze wydanie - Wydawnictwo Literackie).
Jest trzecią książką i pierwszą powieścią autora. Ukazała się po dwu tomach opowiadań (Na polanie - 1976 i Zaklęcia - 1978). Powieść dotyczy problematyki kształtowania postaw młodych ludzi w obliczu dynamicznych przemian niewielkich miast polskiej prowincji w latach 70. XX wieku. Jest opowieścią o Andrzeju Morawcu - pracowniku PZU handlującym ubezpieczeniami, zamieszkałym w fikcyjnym miasteczku Tomaszów zlokalizowanym koło Tarnobrzega i posiadającym wiele cech tego miasta (W oddali, w pogodne dni można było dostrzec wieżę kościoła w Koprzywnicy). Mieszka w dzielnicy zwanej Złodziejówką, przy ul. Słonecznikowej 32. Czując się obco w Tomaszowie i nie mogąc znaleźć tu sobie miejsca (I z niedowierzaniem stwierdził, że jest intruzem w Tomaszowie, w swoim rodzinnym miasteczku!), pewnego dnia rzuca pracę akwizytora ubezpieczeniowego i uderzywszy w twarz swojego dyrektora (niejakiego Bodka) wyrusza w półroczną podróż po Polsce. Włóczy się bez celu napotykając przeróżne typy ludzkie i tęskniąc do swej tomaszowskiej miłości - Haliny. Odwiedza kolejno:
- Kraków, gdzie poznaje Marcina Bednarka, obieżyświata[7],
- Białystok, gdzie poznają leciwą prostytutkę[7],
- Paniewo na Kanale Augustowskim, gdzie zabierają zgubiony portfel pewnej starszej kobiety, która sprzedała krowę[8],
- kemping nad jeziorem Krzywym[9], gdzie zostają obrabowani,
- Rygol, gdzie przez tydzień trudnili się dorywczą pracą przy młócce[10],
- samotne gospodarstwo w Mułach nad jeziorem Szlamy, gdzie Morawiec rozstaje się z Bednarkiem[11],
- Bystrzycę (posiadającą cechy Bystrzycy Kłodzkiej), gdzie poznaje odrażającego szczurołapa Aleksego Kulawca[12],
- Zakopane (Wiktorówki i Rusinową Polanę), gdzie spotyka się z kochanką Małgorzatą Solińską[13],
- Warszawę, gdzie spotyka się z kolegą Wickiem Czernym, który odniósł sukces w stolicy[14].

Poznane osoby uświadamiają Morawcowi, że jego miejsce jest w Tomaszowie - tam, gdzie się urodził i spędził młode lata. Wraca więc do swego miasta z postanowieniem rozpoczęcia życia od nowa.